# Jean-Claude Colin
Jean-Claude Colin (* 7. August 1790 in Saint-Bonnet-le-Troncy, Frankreich; † 15. November 1875 in La Neylière, Pomeys, Kanton Saint-Symphorien-sur-Coise) war Priester und Gründer der Maristenpatres.

## Leben
Während seiner Kaplanszeit von 1816 bis 1825 in Cerdon verfolgte er die unter seinen Mitstudenten im Priesterseminar entstandene Idee weiter, eine Gesellschaft Mariens zu gründen, die 1836 durch Papst Gregor XVI. anerkannt wurde. Von 1825 bis 1829 war er Volksmissionar im Bugey und von 1829 bis 1839 Superior des kleinen Seminars in Belley. Generaloberer der Maristenpatres war er von 1836 bis 1854. 1872 erfolgte die endgültige Abfassung der Ordensregel.